# Sandline-Affäre

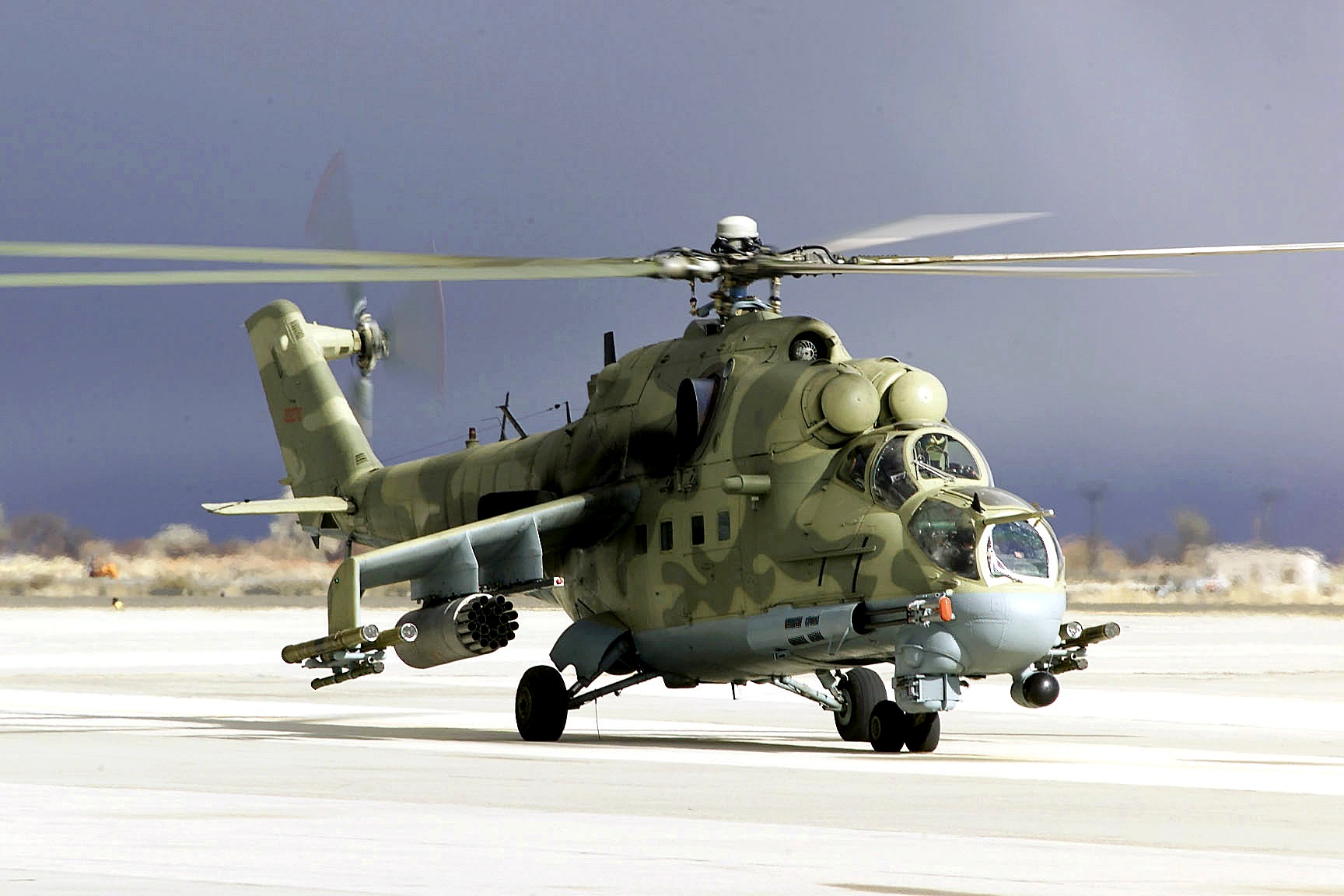
Sandline International stellte ehemals sowjetische Waffensysteme (hier ein Mil Mi-24 (Hind) Kampfhubschrauber) für den Einsatz auf der Insel Bougainville bereit

Die Sandline-Affäre war ein politischer Skandal in Papua-Neuguinea um einen Anfang 1997 geschlossenen Kontrakt des Staates mit dem privaten Sicherheits- und Militärunternehmen Sandline International zur militärischen Lösung des Konflikts um Bougainville.
Der Kommandeur der regulären Streitkräfte, die mit den Söldnern zusammenarbeiten sollten, ließ stattdessen in der Vorbereitungsphase das Sandline-Personal festsetzen. In der Folge kam es zu Unruhen, die Papua-Neuguinea an den Rand einer Staatskrise führten.
Während die Sandline-Affäre die Regierung von Premierminister Julius Chan zum Rücktritt zwang, bedeuteten die Ereignisse in Bezug auf Bougainville einen Wendepunkt – der Konflikt konnte infolge der Affäre beigelegt werden.

## Vorgeschichte
Nachdem Julius Chan 1994 Premierminister von Papua-Neuguinea geworden war, unternahm er wiederholt den Versuch, den Konflikt um Bougainville mit diplomatischen Mitteln zu lösen. Diese Versuche blieben jedoch erfolglos, weil die Führer der Revolutionären Armee Bougainvilles (BRA) Francis Ona, Sam Kauona und Joseph Kabui sich weigerten, einem Zeitplan für Friedensgespräche zuzustimmen. Im November 1994 versuchte Chan, den gemäßigten Bougainvilleer Theodore Miriung als Führer einer Übergangsregierung zu installieren. Auch dies scheiterte, weil Ona, Kauona, Kabui und andere ihre Teilnahme an einer solchen Regierung verweigerten. Dies war der letzte Anstoß für Chan, eine militärische Lösung des Konflikts zu suchen.
Der Verteidigungsminister Mathias Ijape erbat logistische Unterstützung von Australien und Neuseeland für einen Angriff auf Bougainville. Beide Nationen lehnten jedoch jegliche militärische Intervention ab. In der Führung von Papua-Neuguinea wurde daraufhin die Entscheidung getroffen, zu prüfen, ob Söldner als Unterstützung angeworben werden könnten. Ijape nutzte seine Verbindungen ins Ausland und stellte im April 1996 Kontakt zu Tim Spicer, einem Ex-Lieutenant Colonel der Scots Guards, her, der kurz zuvor Sandline International gegründet hatte: eine Firma, die darauf spezialisiert war, Söldner für die Teilnahme an Konflikten bereitzustellen.
Spicer versuchte, den Kommandeur der Papua New Guinea Defence Forces (PNGDF) – der Streitkräfte von Papua-Neuguinea – Jerry Singirok von der Notwendigkeit zu überzeugen, militärische Ausrüstung anzukaufen; ein Vorgehen, das er vorher mit Ijape besprochen hatte. Singirok verwarf die Idee und konzentrierte sich darauf, mit der Planung eines Angriffs auf die Insel Bougainville fortzufahren, der den Decknamen Operation High Speed II tragen sollte. Diese Operation wurde jedoch zu einem Fiasko, im Sommer 1996 wurde die reguläre papua-neuguineische Armee innerhalb von sechs Tagen von den Aufständischen auf Bougainville geschlagen und musste sich von der Insel zurückziehen.
Im Oktober 1996 traf Tim Spicer Chris Haiveta, den stellvertretenden Premierminister von Papua-Neuguinea, in London und überzeugte ihn von den Vorteilen des Einsatzes seiner Söldner zur endgültigen Beendigung des Konflikts um Bougainville, um durch die Zerschlagung der Revolutionären Armee Bougainvilles die umstrittene Kupfermine bei Panguna wieder eröffnen zu können. Während Singirok nach wie vor den Einsatz von Spicers Trupp ablehnte, lud Haiveta Spicer zum Besuch seines Landes ein und bat ihn, eine Einschätzung der Situation abzugeben. Spicer erhielt eine Anzahlung von 250.000 US-Dollar und sagte die Erledigung der Aufgabe für die Bezahlung von insgesamt 36 Millionen US-Dollar zu.

## Vertrag mit Sandline
Am 8. Januar 1997 traf sich Tim Spicer zum ersten Mal mit Premierminister Chan. Spicer überzeugte Chan davon, dass Sandline International die Wiedergewinnung der Kontrolle über Bougainville noch vor den Wahlen im Juni 1997 tatkräftig unterstützen könne. Sie vereinbarten, dass Sandline etwa 40 Söldner bereitstellen werde, um gemeinsam mit den Soldaten der PNGDF zu kämpfen. Die Zahlung der 36 Millionen US-Dollar wurde nicht vom gesamten Kabinett beschlossen, sondern vom Nationalen Sicherheitsrat abgesegnet. Die Bezahlung der ersten Hälfte des Geldes sollte sofort, die der zweiten Hälfte nach erfolgreicher Beendigung der Mission erfolgen. Die Mittel wurden durch Kürzungen der Etats mehrerer Ministerien, einschließlich der Ressorts für Ausbildung und Gesundheit, aufgebracht. Am 31. Januar 1997 wurde ein Vertrag mit Sandline International geschlossen, 18 Millionen US-Dollar wurden von einem Konto der Regierung von Papua-Neuguinea auf ein Konto von Sandline International überwiesen.
Sandline ließ die meisten Mitglieder seiner Mannschaft für die Bougainville-Mission durch Executive Outcomes, ein südafrikanisches privates Sicherheits- und Militärunternehmen, rekrutieren. Die ersten Söldner kamen am 7. Februar 1997 mit einem Air-Niugini-Flug aus Singapur in Papua-Neuguinea an. Bis zum März 1997 waren etwa 80 Sandline-Mitarbeiter eingetroffen. Mittlerweile hatte eine Serie von Meetings zwischen dem stellvertretenden Premierminister Chris Haiveta, Tim Spicer und einigen anderen stattgefunden, die die Absicht verfolgten, die Anteile des australischen Bergbaukonzerns Conzinc Riotinto of Australia (CRA) des Eigners der Panguna Kupfermine aufzukaufen, da die Weigerung der CRA, Entschädigungen für ökologische Zerstörungen zu zahlen, den Konflikt um Bougainville verursacht habe.

## Festsetzung des Sandline-Personals
Am 19. Februar 1997 erwähnte Premierminister Julius Chan in Gegenwart des australischen Außenministers Alexander Downer, dass die Regierung von Papua-Neuguinea für „Trainingszwecke“ Söldner angeheuert habe. Downer verurteilte dies, besonders in Hinblick auf einen möglichen Einsatz auf Bougainville. Am 10. Februar 1997 wurden Einzelheiten des geplanten Einsatzes von Sandline International auf Bougainville in der australischen Zeitung Weekend Australian veröffentlicht. Die Reaktionen der Öffentlichkeit in Australien waren heftiger als Chan erwartet hatte. Das internationale Aufsehen verstärkte Singiroks Abneigung dem Vertrag gegenüber. Als er am 27. Februar 1997 von einem Besuch der Philippinen zurückkehrte, hatte er sich seine Meinung gebildet. Er beanstandete, dass die Regierung ihn, den Kommandeur der PNGDF, nicht ausreichend informiert habe und verurteilte, dass Spicer mehr Zugang zur Regierung gefunden habe als er selbst. In den nächsten Wochen machte er Pläne für die Operation Rausim Kwik (Tok Pisin für: „wie wir sie schnell loswerden“). Am 8. März 1997 fragte er Major Walter Enuma, ob er das Kommando über die Operation übernehmen wolle, Enuma nahm an.
In den nächsten Tagen versuchte die australische Regierung vergeblich die Regierung von Papua-Neuguinea davon zu überzeugen, dass der Plan fallen gelassen werden sollte. Am Abend des 16. März 1997 begann die Operation Rausim Kwik. Als die Nacht vorüber war, war das gesamte Sandline-Personal entwaffnet und unter Arrest gestellt. Premierminister Julius Chan hatte keine Kenntnis von den Vorgängen. Am Morgen des 17. März 1997 beschuldigte Singirok Premierminister Chan, Verteidigungsminister Ijape und den stellvertretenden Premierminister Haiveta der Korruption und gab ihnen 48 Stunden, um zurückzutreten. Singirok wehrte sich heftig gegen Unterstellungen, er wolle die Macht selbst übernehmen. Chan lehnte einen Rücktritt ab, entließ Singirok als Kommandeur der PNGDF und ersetzte ihn durch den umstrittenen Colonel Alfred Aikung.

## Unruhen
Singirok erklärte, dass er die Entlassung akzeptiere, drängte jedoch seine Soldaten seine Wiedereinsetzung zu unterstützen. Chan gab in den Medien bekannt, dass Singirok entmachtet worden sei und festgehalten werde. Er behauptete auch, dass Singirok einen Putschversuch unternommen habe, seine Männer jedoch nicht hinter ihm gestanden hätten. Chans Optimismus ließ nach, als die Soldaten der Murray-Kaserne anfingen, Befehle zu verweigern und Polizeieinheiten aus dem Umland in die Hauptstadt Port Moresby verlegt werden mussten, um die Ordnung aufrechtzuerhalten. Am 19. März 1997 begann ein Studentenstreik an der Universität von Papua-Neuguinea zur Unterstützung von Singirok. Eine Menschenmenge blockierte die Straßen um die Kasernen, verschiedene Regierungsbehörden mussten ihre Arbeit wegen Bombendrohungen einstellen. Chan erklärte weiter, er habe alles unter Kontrolle und beschuldigte Singirok der Teilnahme an einem Komplott zur Manipulierung des Kupferpreises. Am folgenden Tag wurden die Proteste stärker und es kam zu Plünderungen. Die Situation verschlechterte sich für Chan, als der Generalgouverneur Wiwa Korowi einen Zeitungsbeitrag veröffentlichte, in dem er die Regierung anklagte, Korruption in großem Umfang geduldet und selbst betrieben zu haben. Das öffentliche Leben in Port Moresby kam fast völlig zum Stillstand.
Die Proteste wurden immer gewalttätiger, Polizei und Armee standen sich gegenüber. Die Armee unterstützte Singirok, befolgte aber den Befehl Major Enumas ihre Stellungen zu halten und die Regierung nicht durch einen Putsch zu stürzen. Die Polizei blieb abwartend, um eine Konfrontation mit der Armee zu vermeiden. Enuma wies die Armee an, die Plünderungen zu beenden. Die australische Regierung schickte Abgesandte nach Port Moresby und drohte die Finanzhilfen zu stoppen, wenn der Vertrag mit Sandline nicht annulliert werde. Widerstrebend kündigte Chan am 20. März 1997 den Vertrag und ordnete eine juristische Untersuchung an. Singirok und Enuma hatten eines ihrer Hauptziele erreicht und forderten weiter den Rücktritt von Chan, Ijape and Haiveta. Am 21. März wurde das Personal von Sandline zurückgezogen, mit der Ausnahme von Tim Spicer, der bleiben sollte, um vor dem Untersuchungsausschuss auszusagen. In den folgenden Wochen wurden die Sandline-Söldner festgenommen und dann des Landes verwiesen, ihr Material (darunter zwei Kampfhubschrauber vom Typ Mil Mi-24 (Hind) und zwei Mehrzwecktransporthubschrauber vom Typ Mil Mi-17) wurde konfisziert.
Obwohl der Vertrag mit Sandline gekündigt worden war, wurde die Sicherheitslage für die Regierung immer unkontrollierbarer. Der Kommandeur der Streitkräfte Alfred Aikung wurde angegriffen, sein Auto wurde angezündet. Aikung floh und versteckte sich, weil er um sein Leben fürchten musste. Chan erwog, um eine ausländische militärische Intervention zu bitten, aber Aikung riet ihm davon ab. Der Parlamentssprecher und frühere Premierminister Rabbie Namaliu traf sich mit Chan und Singirok und erklärte Singirok, dass zwei seiner Forderungen erfüllt worden seien, und dass Chan nur zurücktreten werde, wenn dies der Wille des Parlaments sei.

## Rücktritt der Regierung Chan
Die nächste Sitzung des Parlaments begann am 25. März 1997 und Bill Skate, der Gouverneur von Port Moresby, bereitete einen Misstrauensantrag vor. In der Nacht des 24. März 1997 traten verschiedene Mitglieder des Kabinetts von Julius Chan zurück, und in der Hauptstadt kam es einmal mehr zum Stillstand des öffentlichen Lebens. Soldaten der Murray-Kasernen wollten zum Parlament marschieren, aber Enuma lehnte dies ab. Eine große Menschenmenge begann sich um das Parlament zu versammeln. Die Polizei versuchte die Studenten an der Teilnahme an der Demonstration zu hindern, aber die Soldaten eskortierten sie bis in das Parlamentsgebäude hinein. Der ehemalige Premierminister Michael Somare änderte Skates Antrag, so dass Chan nur solange zur Niederlegung seines Amtes aufgefordert wurde, bis der Untersuchungsausschuss seine Arbeit abgeschlossen haben würde. Eine heftige Debatte folgte, die Meinungen im Parlament gingen weit auseinander. Am Ende stellte Chan fest, dass seine Position hoffnungslos war. Er bot seinen Rücktritt an, wenn das Parlament diesen verlange. Das Parlament stimmte für das Verbleiben Chans im Amt.
Die Menge draußen fing an zu randalieren, als sie die Nachricht hörte. Sie hatte von der Absicht Chans zurückzutreten, nichts mitbekommen. Die Polizei riet den Abgeordneten des Parlaments im Gebäude zu bleiben, weil eine gefahrlose Evakuierung nicht möglich sei. Chan und Haiveta verkleideten sich und wurden mit einem Polizeiwagen in Sicherheit gebracht. Der Aufruhr setzte sich die ganze Nacht hindurch fort, viele Soldaten verlangten die Besetzung des Parlaments, aber Enuma forderte sie auf, auf ihrem Posten zu bleiben. Er sprach im Parlament und erklärte, dass er nicht die Absicht habe, einen Staatsstreich zu unternehmen. Enuma versuchte die Soldaten zurück in die Kasernen zu schicken und die Menge zu zerstreuen, aber sie blieben, bis das Parlament am nächsten Morgen mit seiner Sitzung fortfuhr. An diesem Morgen entließ Julius Chan Ijape und Haiveta und trat zurück.

## Folgen
Bill Skate folgte Julius Chan im Amt des Premierministers. Unter Skate wurde der Friedensprozess wiederbelebt, am 10. Oktober 1997 wurde ein Waffenstillstandsabkommen geschlossen. Einige weitere Untersuchungen folgten, Jerry Singirok konnte 1998 seinen Posten als Kommandeur der Papua New Guinea Defence Forces wieder übernehmen, trat aber 2000 wegen neuer Bestechungsvorwürfe zurück. Er wurde 2004 von allen Vorwürfen, die die Ereignisse des Jahres 1997 betrafen, freigesprochen.
Sandline International prozessierte mit der Regierung von Papua-Neuguinea wegen der ausstehenden 18 Millionen US-Dollar und bekam vor einem australischen Gericht und später auch vor einem Gerichtshof in Luxemburg Recht. Mitte des Jahres 1999 erhielt Sandline International die zweite Hälfte der vertraglich vereinbarten Vergütung.